# Július-oszlop
A Július-oszlop (Colonne de Juillet) Párizs egyik emlékoszlopa, amely a Bastille helyén, a mai  Place de la Bastille-on áll.

## Építése

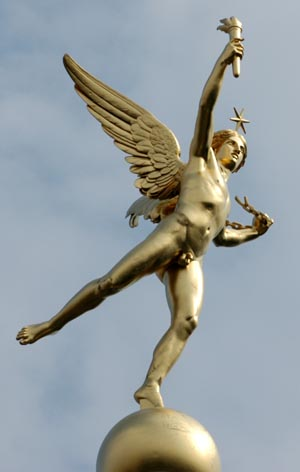
A Szabadság szelleme

1789. július 14-én a párizsiak megostromolták a Bastille-t, amely erődként és börtönként funkcionált, ezt tekinti ma a történetírás a francia forradalom kirobbanásához vezető legfontosabb eseménynek. Már ekkor felmerült az ötlet, hogy állítsanak emlékművet a helyszínen, és a lerombolt erődítmény feletti jogokat egy építési vállalakozó, Pierre-François Palloy szerezte meg, aki ugyan megkezdte az emlékmű építését, végül azonban kiárusította a Bastille maradványait.
1793-ban egy szökőkutat építettek a területen, de 1808-ban I. Napóleon francia császár nagyszabású emlékművet, egy hatalmas bronzelefántot álmodott meg a helyére. Mivel az építkezés nem kezdődött meg, a türelmetlen Napóleon felhúzatott egy fából és gipszből emelt elefántot, de ez idővel elpusztult. Ez az építmény szerepel Victor Hugo A nyomorultak című regényében is.
1830-ban ismét forradalom tört ki Franciaországban, és X. Károly francia király helyét I. Lajos Fülöp francia király foglalta el. Az uralkodó úgy döntött, hogy építtet egy emlékművet az őt hatalomra juttató forradalom és a Bastille elfoglalásának tiszteletére. Az oszlop első kövét a király helyezte el 1831-ben, a Panthéonban pedig ünnepséget rendeztek az esemény tiszteletére.
Az emlékművet 1840. július 28-án leplezték le. Az alkalomra Hector Berlioz szimfóniát komponált, amelyet az ő vezényletével játszottak el a Bastille egykori területén. Az oszlop 47 méter magas, 21 bronzhengerből áll, tetején aranyozott, szárnyas figura, a Szabadság szelleme áll  egy gömbön, kezében fáklyával. A szobor Augustin-Alexandre Dumont alkotása.
Az oszlop belsejében spirális lépcső vezet a szobor alatti erkélyhez. A szárnyas figura megjelent a francia 10 frankos érmén is. Az építmény talapzatát fehér márványból faragták ki, és domborművekkel díszítették. Az emlékmű építésze Joseph-Louis Duc és Jean-Antoine Alavoine volt. Az oszlopba belevésték azon párizsiak nevét, akik az 1830-as forradalomban haltak meg. A talapzat alatti kolumbáriumban nyugszik sokuk földi maradványa.